# Os tympanal
L'os tympanal est un des trois os constitutifs de l'os temporal. Il joue un rôle dans la constitution du système auditif en participant par sa partie externe (latérale) au conduit auditif externe, et par sa partie médiale, à la formation de la trompe auditive (la trompe met en contact le nasopharynx avec la caisse du tympan). Cet os est pneumatisé, une partie de l'os temporal contient donc de l'air, ce qui est utile au système auditif (la transmission des sons se fait en milieu aérien).

## Bulle tympanique

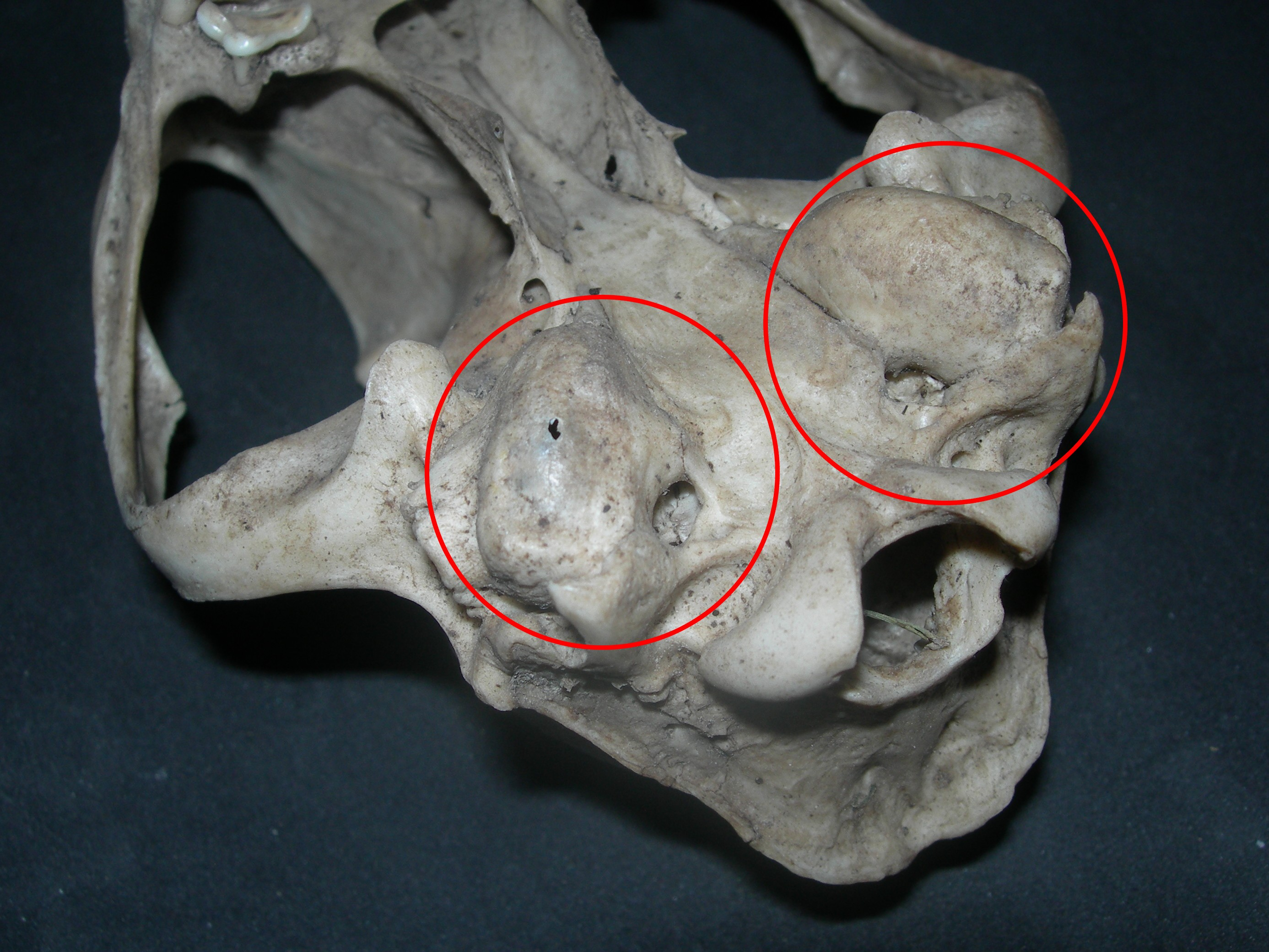
Bulles auditives (entourées en rouge) sur un crâne de renard roux (Vulpes vulpes).

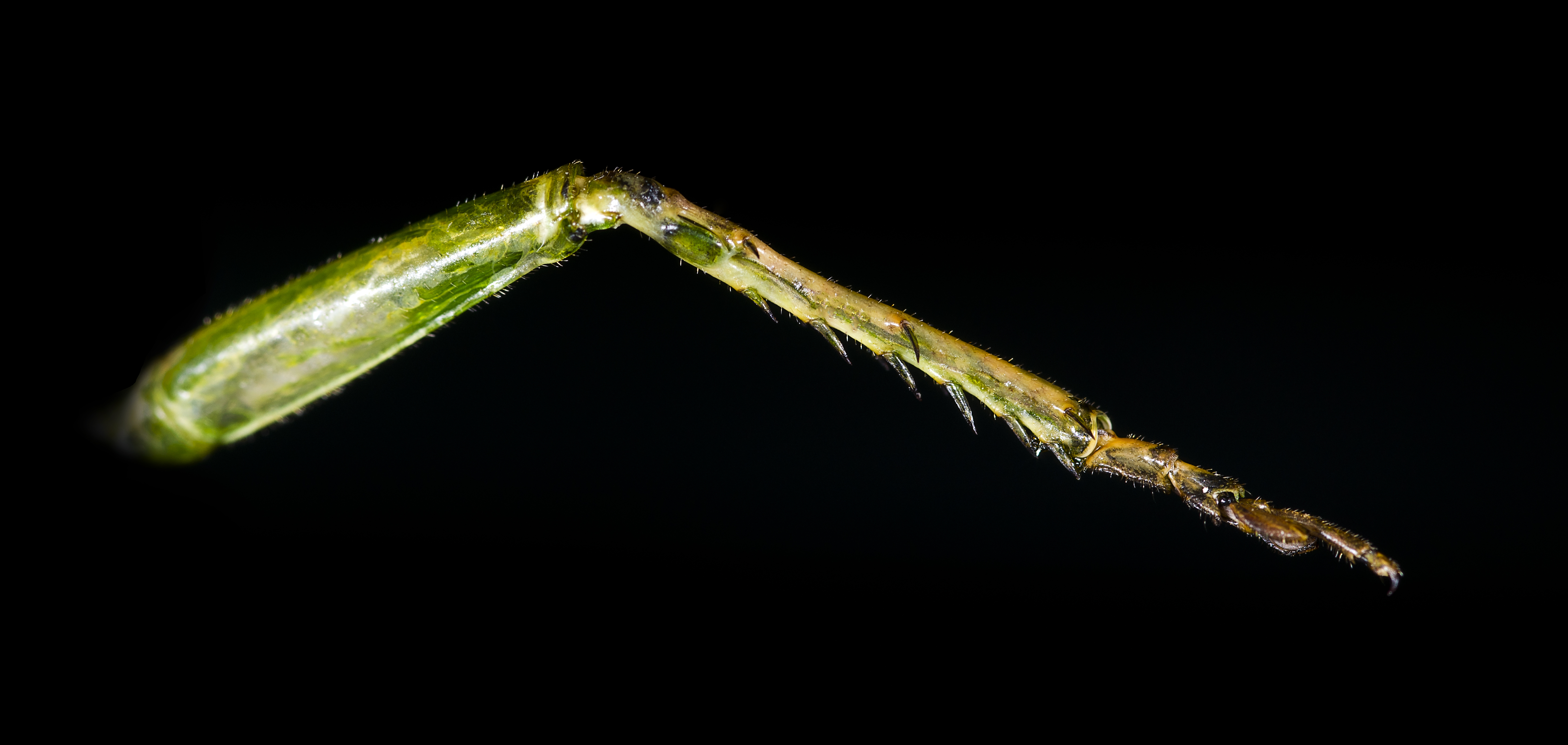
Bulle et fente auditive sur une patte antérieure de grande sauterelle verte (Tettigonia viridissima).

La bulle tympanique ou bulle auditive est une structure osseuse creuse située sur la face ventrale de la partie postérieure du crâne des mammifères placentaires comprenant des parties de l'oreille moyenne et de l'oreille interne. Chez la plupart des espèces, elle est formée par la partie tympanique de l'os temporal.
Chez les primates actuels on retrouve cette structure chez les tarsiers, les lémuriens et les loris. Cette structure a une importance significative pour l'amplification des sons chez les cétacés.
Un développement plus important des bulles tympaniques est généralement associé aux mammifères vivants dans les déserts, ce qui pourrait favoriser l'audition dans un milieu où l'air est très sec et plus faiblement conducteur du son. Par exemple, parmi les félins, les crânes de Chat à pieds noirs (Felis nigripes) et de Chat des sables (Felis margarita), vivants dans les déserts d'Afrique, présentent un accroissement des bulles tympaniques par rapport aux autres félins de taille similaire,.